# Трансекваторіальна петля

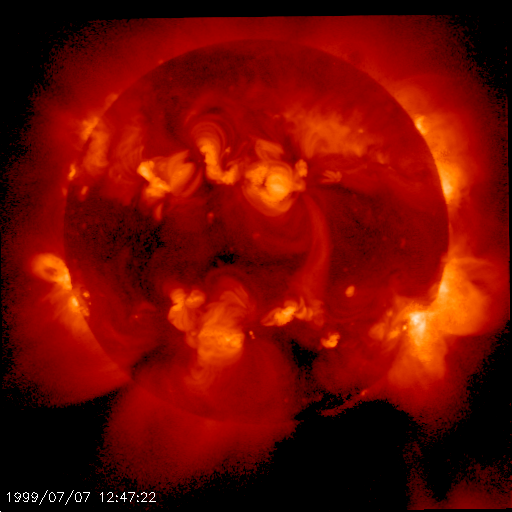
Зображення Сонця в м'якому рентгенівському діапазоні з трансекваторіальною петлею трохи правіше від центру, що проходить дугою через сонячний екватор.

Трансекваторіальна петля — структура в сонячній короні, яка з'єднує два різні регіони з протилежною магнітною полярністю в протилежних півкулях Сонця. Ці пов'язані регіони можуть бути як активними регіонами, так і спокійними ділянками Сонця. Найчастіше трансекваторіальні петлі зустрічаються під час сонячних максимумів.
Трансекваторіальні петлі відіграють важливу роль у моделі Бебкока сонячної динаміки і тому важливі для майбутнього вивчення сонячного динамо.

## Модель Бебкока
Ідею трансекваторіальних петель вперше розробив Горес Бебкок у своїй моделі 11-річного циклу сонячних плям 1961 року. Ця модель передбачає, що протягом кожного циклу, починаючи приблизно з часу сонячного мінімуму, внутрішнє полоїдальне (паралельне сонячному меридіану) магнітне поле Сонця огинається навколо Сонця через сонячне диференціальне обертання. З часом цей процес перетворює поле з переважно полоїдального на переважно тороїдальне (паралельне сонячному екватору), доки тороїдальне поле не досягне своєї максимальної сили в сонячному максимумі. Бебкок висунув теорію, що для того, щоб воно повернулося до свого початкового, полоїдального стану, лінії магнітного поля з різних півкуль, які безперервно виходять зсередини Сонця в сонячну атмосферу, мають перез'єднатися одна з одною, утворюючи трансекваторіальні петлі.
Коли рентгенівські дані Скайлаб дали перші докази існування трансекваторіальних петель, було виявлено, що трансекваторіальні петлі дійсно частіше зустрічаються під час сонячного максимуму, ніж під час сонячного мінімуму, як і передбачала модель Бебкока.

## Характеристики

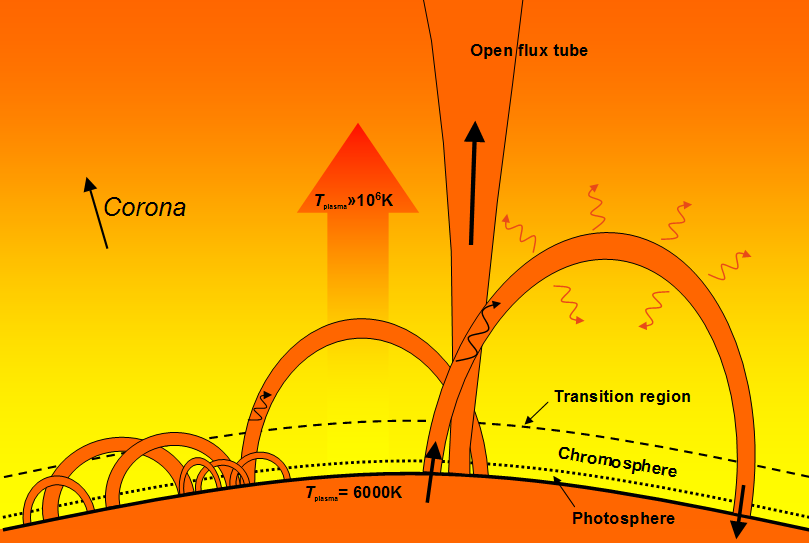
Різні приклади корональних петель.

Трансекваторіальні петлі з'єднують області протилежної магнітної полярності на протилежних півкулях Сонця. Зазвичай вони з'єднують активні регіони з неактивними регіонами, але також можуть з'єднувати пару активних регіонів або пару неактивних регіонів. Деякі регіони можуть утворювати кілька трансекваторіальних петель. Приблизно третина всіх активних регіонів мають принаймні одну трансекваторіальну петлю, а приблизно у третини тих регіонів, що мають таку петлю, вона асоційована з магнітною полярністю передньої, тобто найзахіднішої частини активного регіону.
Трансекваторіальні петлі також пов'язують з сонячними спалахами та корональними викидами маси.